# Demografia do Vietname
A Demografia do Vietname possui uma grande diversidade étnica. Apesar de mais de 80% da população ser etnicamente composta de vietnamitas, existem inúmeras etnias vivendo nas montanhas do oeste, na fronteira com Laos e Camboja, além de uma minoria de chineses. O Vietname é um país do Sudeste asiático, situado especificamente na Indochina. Sua população é de cerca de 92 milhões de habitantes (2012) e sua capital é Hanói.
O maior problema demográfico do Vietname é a explosão populacional que o país enfrenta nos últimos 30 anos. Em 1975, no final da guerra do Vietname, o país possuía 45 milhões de habitantes; em 2000, já possuía 80 milhões de habitantes com aproximadamente 250 hab/km², fator esse que se agrava devido a boa parte do país ser montanhosa.
A população (principalmente os vietnamitas étnicos) concentram-se nas superpovoadas planícies do litoral, onde a concentração demográfica chega perto de 1000hab/km².
Essa rapida expansão populacional deveu-se às melhorias na saúde e na alimentação (40 milhões de toneladas de arroz e abudande quantidade de pescado).
Nos últimos anos, no entanto, a melhoria no nível educacional da população e campanhas de controle de natalidade vêm contribuindo para a redução da taxa de crescimento demográfico, que no entanto é muito elevada em relação a outros países da região.
Aproximadamente 75% da população é rural e o governo desenvolve uma política de controle sobre a transferência de pessoas para as cidades. Três cidades se destacam: Cidade de Ho Chi Min (antiga Saigon) com aproximadamente 8 milhões de pessoas, Hanói com 6 milhões (capital do país) e o porto de Haiphog, no norte, com 2 milhões de pessoas.
Os chineses se concentram nos centros urbanos e vêm diminuindo sua participação tanto econômica como demograficamente, devido à política de deportação em massa para a China.

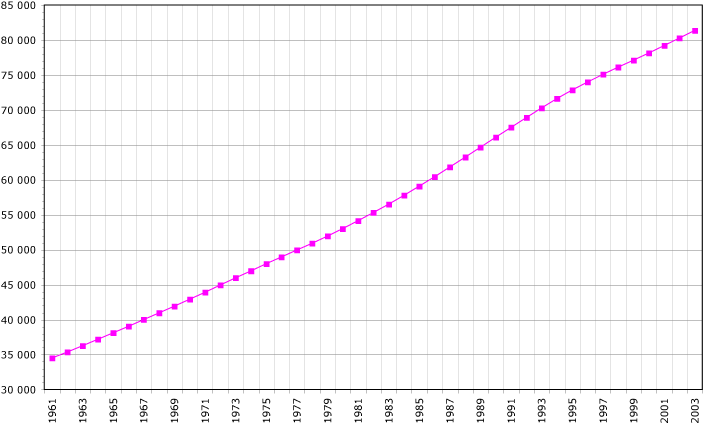
Evolução demográfica do Vietname de 1961 a 2003.